# Associazione Calcio Padova 1912-1913
Questa voce raccoglie le informazioni riguardanti l'Associazione Calcio Padova nelle competizioni ufficiali della stagione 1912-1913.

## Stagione
La squadra biancoscudata partecipò al campionato veneto di Promozione, insieme a Udine e Petrarca, classificandosi all'ultimo posto, collezionando tre sconfitte e un solo pareggio.
Marcatori della squadra furono Tito Pedrina con due reti e Giovanni Zambotto con una rete.

## Rosa
| N. |                   | Ruolo | Calciatore             |
| -- | ----------------- | ----- | ---------------------- |
|    | Italia (bandiera) | P     | Iginio Kofler          |
|    | Italia (bandiera) | P     | Munaron                |
|    | Italia (bandiera) | D     | Giustiniano Bellavitis |
|    | Italia (bandiera) | D     | Emilio Brocco          |
|    | Italia (bandiera) | D     | Domenico Marchetti     |
|    | Italia (bandiera) | D     | Alessandro Monti       |
|    | Italia (bandiera) | D     | Mario Pedrina          |

| N. |                   | Ruolo | Calciatore        |
| -- | ----------------- | ----- | ----------------- |
|    | Italia (bandiera) | A     | Silvio Appiani    |
|    | Italia (bandiera) | A     | Bruno Dalla Nora  |
|    | Italia (bandiera) | A     | Giuseppe Germani  |
|    | Italia (bandiera) | A     | Tito Pedrina      |
|    | Italia (bandiera) | A     | Giovanni Zambotto |
|    | Italia (bandiera) | A     | Salvagni          |

## Risultati

### Promozione
| Arbitro: | Cavallini (Venezia) |

|                                                        |           |  |
| Azzolin 1’ 40’ Romaro II 15’ 60’ Tattaro 30’ Sarsi 55’ | Marcatori |  |

| Arbitro: | Storer (Venezia) |

|                |           |                         |
| Pedrina II 30’ | Marcatori | Porta 20’ 27’ Corsi 60’ |

| Arbitro: | Storer (Venezia) |

|                             |           |                           |
| Pedrina II 70’ Zambotto 80’ | Marcatori | Romaro II 10’ Azzolin 50’ |

| Arbitro: | Barbon (Venezia) |

|                                                   |           |  |
| Blasich 14’ Romano 20’ 27’ Baroni 37’ Dal Dan 50’ | Marcatori |  |